# Maria Anna Habsburg

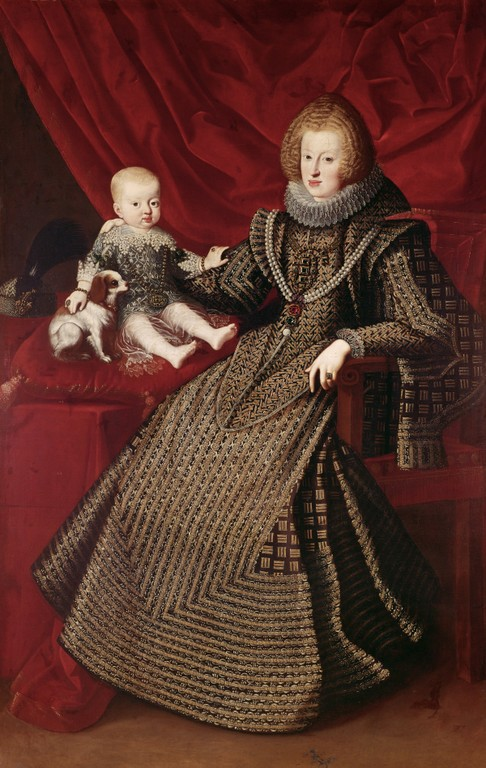
Maria Anna z synem Ferdynandem

Maria Anna Habsburg (ur. 18 sierpnia 1606 w Escorial, zm. 13 maja 1646 w Linz) – księżniczka hiszpańska, królowa węgierska i czeska, cesarzowa Świętego Cesarstwa Rzymskiego z dynastii Habsburgów.
Córka króla Hiszpanii Filipa III Habsburga i Małgorzaty Habsburg (córki arcyksięcia austriackiego Karola Styryjskiego i Marii Anny Bawarskiej).
Na początku lat 20. XVII wieku planowano, że Maria Anna poślubi Karola, księcia Walii, najstarszego syna Jakuba I Stuarta, króla Anglii i Szkocji. Młody Karol przybył do Madrytu, aby poznać Marię Annę. Jednak ostatecznie negocjacje się nie powiodły i Karol wrócił samotnie do ojczyzny. Po drodze poznał jednak Henriettę Marię Burbon i to ona została jego żoną.
20 lutego 1631 Maria Anna została żoną swojego kuzyna – cesarza, króla Czech i Węgier Ferdynanda III Habsburga (13 lipca 1608 – 2 kwietnia 1657), syna cesarza Ferdynanda II i Marii Anny Wittelsbach, córki księcia Bawarii Wilhelma V. Ślub odbył się w Wiedniu. Bystra i inteligentna tworzyła z melancholijnym Ferdynandem szczęśliwe małżeństwo. Ferdynand i Maria Anna mieli razem czterech synów i dwie córki:
- Ferdynand IV (8 września 1633 – 9 lipca 1654), król Czech i Węgier
- Marianna (23 grudnia 1634 – 16 maja 1696), żona króla Hiszpanii Filipa IV Habsburga
- Filip August (15 lipca 1637 – 22 czerwca 1639), arcyksiążę Austrii
- Maksymilian Tomasz (21 grudnia 1638 – 29 czerwca 1639), arcyksiążę Austrii
- Leopold I (9 czerwca 1640 – 5 maja 1705), cesarza rzymsko-niemieckiego
- Maria (ur. i zm. 13 maja 1646)

| 4. Filip II Habsburg   |  |                            |  |  |                        |
|                        |  | 2. Filip III Habsburg      |  |  |                        |
| 5. Anna z Habsburgów   |  |                            |  |  |                        |
|                        |  |                            |  |  | 1. Maria Anna Habsburg |
| 6. Karol Styryjski     |  |                            |  |  |                        |
|                        |  | 3. Małgorzata z Habsburgów |  |  |                        |
| 7. Maria Anna Bawarska |  |                            |  |  |                        |
|                        |  |                            |  |  |                        |